# Umberto Maria Giardini
Umberto Maria Giardini, noto anche con lo pseudonimo di Moltheni (Sant'Elpidio a Mare, 22 giugno 1968), è un cantautore italiano.
Ha usato il nome d'arte Moltheni dal 1999 (anno di pubblicazione del suo primo album) al 2010. Dal 2012, dopo una breve parentesi con il progetto Pineda, utilizza il suo nome.

## Biografia
Si approccia al mondo della musica come batterista nel 1983 suonando in diverse band del circuito della sua città. Nel 1986 assieme ad amici coetanei fonda " The Hamilton", diventato poi "Hameldome" gruppo rock con venature punk e repertorio in lingua inglese. Nel 1989 gli "Hameldome" si qualificano alle finali di Arezzo Wave aggiudicandosi il premio come miglior band emergente dell'evento rock. Lo stesso anno lascia la band e intraprende viaggi in nord europa in particolar modo in Scozia, prima a Dundee poi a Glasgow dove osserva avvicinandosi come attitudine alle nuove sonorità scozzesi in ascesa in quegli anni, Proclaimers, Gavin McDermott, e Curve, cercando di acquisire metodi e conoscenze musicali a lui nuove.

### Moltheni
All'inizio degli anni '90 si trasferisce per motivi lavorativi prima per un breve periodo a Roma, poi a Milano dove si ferma quattro anni, iniziando la sua carriera compositiva sulle sei corde e assumendo lo pseudonimo di Moltheni, prendendone spunto dal nome di una farmacia, di fronte alla sua sede di lavoro..
Conclusa la sua esperienza milanese nel 1996 approda a Bologna dove, assieme a Franco Turra, entra in studio di registrazione per la realizzazione dei suoi primi demo, i quali desteranno l'attenzione di Francesco Virlinzi, fondatore della Cyclope Records di Catania. Successivamente aprirà alcuni concerti di Carmen Consoli e, grazie a Virlinzi, firmerà il suo primo (e ultimo) contratto discografico per la Cyclope Records per la realizzazione di due album con distribuzione BMG.
Nel 1999 pubblica il suo debutto discografico dal titolo Natura in replay, contenente brani che ben presto diventeranno molto noti come In centro all'orgoglio e Il circuito affascinante. Apre concerti per Santo Niente, Negrita, Verdena e Afterhours, venendo subito selezionato per il "Brand New Tour" di MTV assieme a molte altri artisti emergenti.
Nel 2000 partecipa al Festival di Sanremo nella categoria nuove proposte con il brano Nutriente. Successivamente all'esperienza sanremese pubblica il videoclip del medesimo brano, intraprendendo il suo primo tour importante.
Nel 2001 pubblica l'album Fiducia nel nulla migliore. Lavoro registrato negli Stati Uniti a Kernersville, assieme al produttore esecutivo Jefferson Holt (ex manager dei R.E.M) e al produttore artistico Chris Stamey (DB's). Il disco sarà orfano causa la prematura scomparsa di Francesco Virlinzi e la successiva chiusura dell'etichetta Cyclope Records. L'album dalle sonorità molto rock delude le aspettative, diventando il presagio per la chiusura del rapporto di lavoro con la major (BMG).
Durante una conferenza stampa ad Arezzo Wave 2002 Moltheni confessa la difficoltà nel mantenere un buon rapporto con i discografici di Roma, per una oggettiva impossibilità di comunicazione e di differente visione totale sull'impostazione del lavoro programmatico.
Dopo quasi un anno di inattività, partecipa alla colonna sonora del film Perduto amor di Franco Battiato, dove interpreta uno dei primi successi di Lucio Battisti, Prigioniero del mondo, oltre che una comparsa all'interno del film nei panni di un giovane cantautore  
(Szabo Balaban). Successivamente alla partecipazione al film, sarà il personale e benevolo intervento di Franco Battiato a fare ottenere a Moltheni, orfano della Cyclope records di Francesco Virlinzi, la sofferta liberatoria dalla BMG. Nello stesso periodo realizza un tour acustico assieme a Egle Sommacal e a Salvatore Russo (Santo Niente), in attesa del suo terzo episodio già in incubazione.
Nel 2005 entra nel roster della Tempesta Dischi dei Tre Allegri Ragazzi Morti, impegnandosi alla realizzazione del suo terzo episodio discografico dal titolo Splendore terrore, caratterizzato da sonorità minimali dallo spiccato sapore noir. Successivamente all'uscita del disco intraprende un nuovo tour, alla fine del quale realizzerà il vinile Live (Wallace records), con brani eseguiti durante la data di Verona a Interzona.
Il suo quarto album, Toilette memoria (La Tempesta/Venus), esce nell'ottobre 2006. Prodotto da Salvatore Russo vede tra gli ospiti Franco Battiato, Alberto e Luca Ferrari dei Verdena e Carmelo Pipitone dei Marta sui tubi. Il tour di presentazione parte a ottobre e Moltheni si presenta col supporto di quattro musicisti.
All'inizio dell'ottobre 2007 vede la luce l'Ep acustico Io non sono come te. Il nuovo lavoro di Moltheni è composto da sei tracce inedite; realizzato a Göteborg in Svezia assieme a Kalle Gustafsson (The Soundtrack of Our Lives) è prodotto da Pietro Canali, che accompagna la voce di Moltheni con il suo pianoforte elettrico Wurlitzer. Il tour relativo a questo mini-lavoro è in acustico nella quasi totalità delle date ed ha visto sul palco la formazione Giardini-Canali-Pipitone. Nello stesso anno collabora con il gruppo torinese 
Gatto Ciliegia contro il Grande Freddo nell'album Disconoir e con le Diva Scarlet in Non+silenzio.
Il 10 ottobre 2008 viene pubblicato l'album I segreti del corallo, prodotto da Giacomo Fiorenza e distribuito La Tempesta/Venus. Considerato il momento di maggior popolarità del cantautore inizia il suo tour più importante.

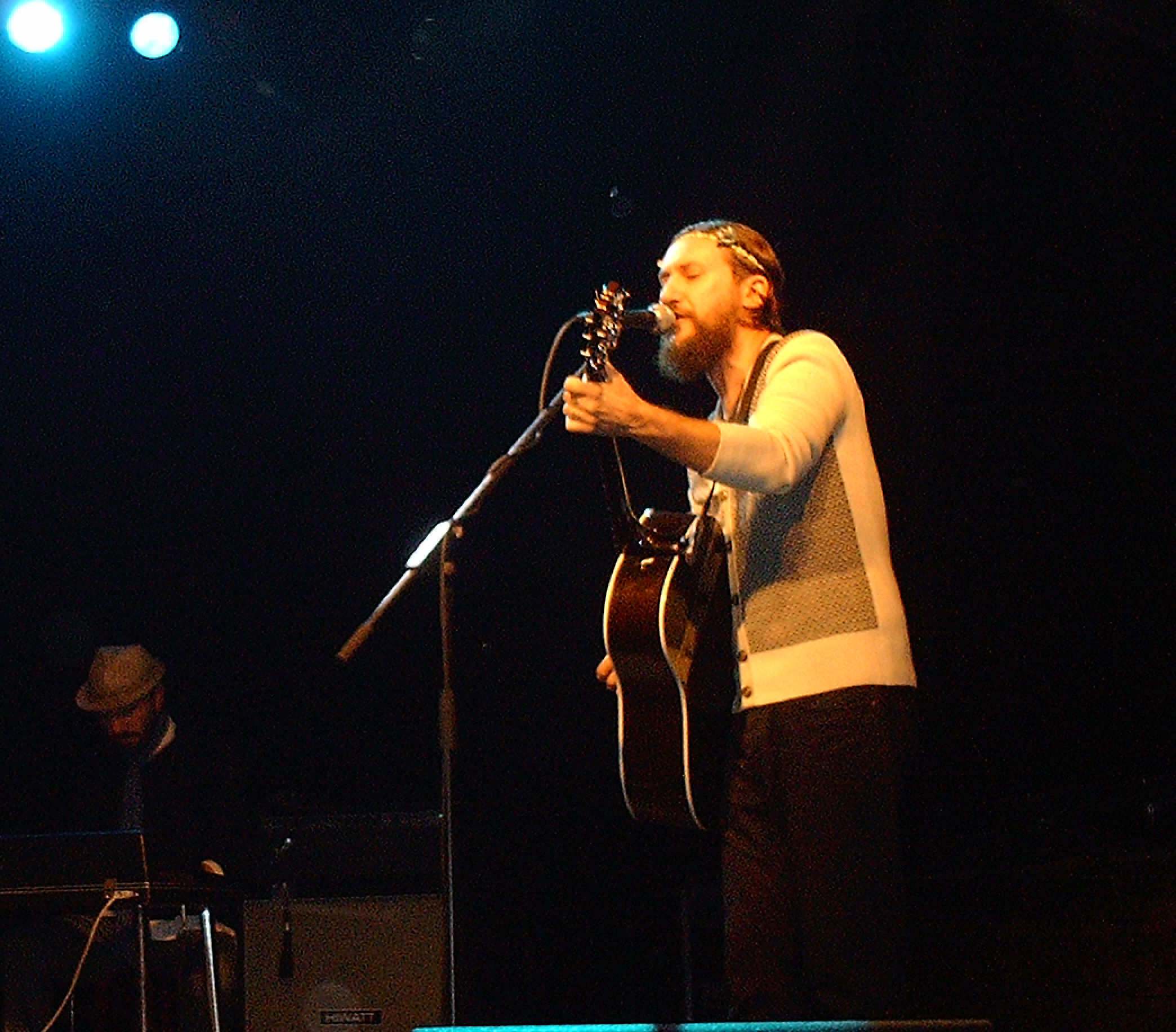
Moltheni in concerto, 2009, Napoli

Nell'agosto del 2009 entra in studio a Milano alle Officine Meccaniche di Mauro Pagani per festeggiare i dieci anni dall'inizio della carriera di Moltheni, registrando una raccolta di vecchi brani riarrangiati, più alcuni inediti, intitolata Ingrediente novus, Al disco partecipano numerosi esponenti del panorama indipendente italiano, come Vasco Brondi, Massimo Martellotta, Enrico Gabrielli, Ilenia Volpe e il cameo al flauto traverso di Mauro Pagani. 
Il 3 dicembre parte da Orvieto il tour promozionale.
Nel 2010 la sua canzone Suprema viene interpretata da Edda e inserita nel suo EP In orbita. Alla fine dello stesso anno Moltheni annuncia la conclusione del progetto a causa delle innumerevoli pressioni attorno alla sua figura artistica, per dedicarsi nuovamente allo studio della batteria che lo porterà alla realizzazione di un nuovo concept album strumentale prodotto da Antonio Cooper Cupertino, assieme a Marco Marzo Maracas e Floriano Bocchino, denominato Pineda (album omonimo nel 2011), Jestrai/DeAmbula records.
Nel 2010 e 2011 accompagna in due date (Loreto Aprutino e Ferrara) alla batteria Il Pan del Diavolo.
Nel dicembre del 2020, ricorrenza decennale dello scioglimento del progetto iniziale, Giardini torna a indossare i panni di Moltheni pubblicando un brano, Ieri che anticipa l'uscita dell'epitaffio a firma Moltheni, intitolato Senza eredità, una raccolta di brani mai pubblicati ed esclusi dagli album della carriera Moltheni, come ultimo e definito omaggio ai fan. Unico brano inedito è La mia libertà.

### Post Moltheni
Nella fine dell'estate del 2010 il sito web dell'artista viene dichiarato "definitivamente chiuso". Questo pare il segno più tangibile della cessazione dell'attività cantautorale di Umberto Maria Giardini, almeno sotto il nome di Moltheni. È del 2011 l'annuncio che Umberto Giardini ha abbandonato definitivamente lo pseudonimo Moltheni e temporaneamente l'attività di cantautore. Trasferitosi alla batteria, sua passione giovanile, forma con Marco Marzo Maracas alla chitarra e Floriano Bocchino al piano Rhodes, il gruppo post-rock strumentale dei Pineda. L'esordio avviene nel giugno 2011 con l'album omonimo, prodotto da Antonio Cooper Cupertino, il lavoro fu ispirato al Tortoise sound, con divagazioni progressive sullo stile Doors, Emerson, Lake & Palmer.
Nel 2012 torna sulle scene con un progetto che porta il nome Umberto Maria Giardini, album dal titolo La dieta dell'imperatrice, pubblicato il 5 ottobre per La Tempesta Dischi/Woodworm, distribuzione Venus.
Nel 2013 collabora con le Decana (ex Diva Scarlet) nella canzone "Come mi vuoi tu?", presente nell'album d'esordio della band.
Autunno 2012 esce il viedeoclip del brano "Quasi Nirvana" 
Il 6 giugno 2013 viene diffuso il video del brano "Il trionfo dei tuoi occhi "diretto da Nicola Santoro (Avida Dollars).
I primi di settembre viene pubblicato un EP di inediti intitolato Ognuno di noi è un po' anticristo (Woodworm/Audioglobe) costituito da cinque nuove straordinarie tracce.
Nel 2015 esce il suo secondo album: Protestantesima.
nel 2017 è la volta del terzo episodio dal titolo Futuro proximo.
2017 fonda gli Stella Maris con rispettivo album omonimo.
Nel 2018 firma i testi di quattro brani nell'album dei Bud Spencer Blues Explosion Vivi Muori Blues Ripeti.
Il 22 febbraio 2019 esce il suo quarto album in studio dal titolo Forma mentis.
Il 5 ottobre 2023 esce per La Tempesta Dischi l'Ep Domus Meus, contenente 2 tracce già edite rivisitate, con una formazione acustico-elettrica, più l'inedito Le bilance della mente, accompagnato da un docu-video girato a Frisanco (PN) nei pressi del Mushroom Studio, 
Il primo dicembre di quello stesso anno pubblica il quinto album a suo nome dal titolo Mondo e antimondo.
Giugno 2024 esce "1" un album di un progetto collaterale assieme a Salvatore Russo denominato "Sorelle gemelle lasciate in castigo"

## Discografia

### Come Moltheni

#### Singoli
- 1998 - Molto più facile / Piccolo fiore scordato (BMG)
- 2000 - Nutriente (Cyclope)

#### Album in studio
- 1999 – Natura in replay (Cyclope/Bmg)
- 2001 – Fiducia nel nulla migliore (Cyclope/Bmg)
- 2005 – Splendore terrore (La Tempesta/Venus)
- 2006 – Toilette memoria (La Tempesta/Venus)
- 2007 – Io non sono come te Ep (La Tempesta/Venus)
- 2008 – I segreti del corallo (La Tempesta/Venus)
- 2020 – Senza eredità (La Tempesta/Master Music)

#### Raccolte riarrangiate
- 2009 – Ingrediente novus (La Tempesta/Venus)

#### Album dal vivo
- 2006 – Live (Wallace records)

### Con i Pineda
- 2011 – Pineda (DeAmbula Records/Jestrai Records)

### Come Umberto Maria Giardini
- 2012 – La dieta dell'imperatrice (La Tempesta/ Woodworm /Venus)
- 2013 – Ognuno di noi è un po' Anticristo (EP, Woodworm)
- 2015 – Protestantesima (La Tempesta)
- 2017 – Futuro proximo (La Tempesta)
- 2019 – Forma mentis (Ala Bianca/La Tempesta)
- 2023 - Domus Meus (EP, La Tempesta)
- 2023 - Mondo e antimondo (La Tempesta)
- 2017 – Stella Maris (La Tempesta)

### Partecipazioni a raccolte
- Respiriamo liberi – tributo a Lucio Battisti con il brano Il tempo di morire

### Altre partecipazioni
Ha collaborato con i Miura, cantando nella canzone Scompaio, contenuta nel loro disco Croci del 2008.
Ha collaborato per il cd Il debutto (2008) dei Colore Perfetto, scrivendo e cantando Un giorno qualunque e come ospite in Il muro.

## Gruppo di supporto nei concerti
- Marco Marzo Maracas - chitarra elettrica (sempre)
- Giovanni Parmeggiani - organo (tour di La dieta dell'imperatrice)
- Giulio Martinelli - batteria (tour di Protestantesima e Futuro proximo)
- Cristian Franchi - batteria (tour di La dieta dell'imperatrice e Forma mentis)
- Filippo Dallamagnana - batteria (tour di Mondo e antimondo)
- Michele Zanni - tastiere, synth, basso (tour di Protestantesima e Futuro proximo)
- Paolo Narduzzo - basso (tour di Forma mentis)